# ドーロ (エチオピア)
ドーロ（Dolo, Doollo）はエチオピアの南東部、ソマリア国境から30kmの位置にある町。ソマリ州のリーベンゾーン、ドーロ・オド区に属する。ドーロは北西から来るガナレ・ドリャ川と、西から来るダワ川とが合流し、名がジュバ川と変わる辺りにある。2015年の人口は3万3300人。

## 概要
住民の98%がソマリ族である。ドーロ・オド区最大の町である。住民で最も多いのがソマリ族ハウィエ氏族の支族ディゴディア（Digodia）である。
ドーロはエチオピアの南端、ソマリア国境付近にあり、国境を越えた先のソマリアの地名もドーロ、ドーロ県と名づけられている。

## 歴史
ドーロは古くからバルデラからルーク、ギニルへと通じる交易路の中継地の一つであった。
1896年から1897年にかけて、エチオピアの貴族ハブタ・ギヨルギスがオロモ人の一派であるボラナ人を攻めた時、ドーロまで攻め込んでここに駐屯地を作っている。
1935年10月3日から始まった第二次エチオピア戦争に関して、イタリアの元帥ロドルフォ・グラツィアーニは翌10月4日にイタリア領ソマリランドからエチオピア国境を越え、間もなくドーロを占拠している。グラッツィアーニは1936年1月10日からエチオピアへの本格的な攻撃を開始している。第二次エチオピア戦争の結果、エチオピア全土がイタリアの領土となっている。
1939年から始まった第二次世界大戦に関して、アフリカ西海岸のイギリス植民地からガーナ連隊がこの地に派遣され、1941年3月にドーロにおいてイタリアの第20旅団3000名を大きな抵抗も無く降伏させている。第二次世界大戦の結果、エチオピアは再び独立している。
ソマリアが独立して数年経った1964年の2月から4月にかけて、エチオピアとソマリアの間で戦争が起こり、その後の講和でドーロはエチオピア領となっている。
1972年12月、テネコ石油がドーロで1日に1立方メートルを産する天然ガス田を発見している。
1994年2月に国際連合開発計画はドーロを訪問し、小学校こそ存在するものの、教材や教師の給与不足が原因で事実上機能していないと報告している。

## 人口
- 1994年10月11日：2万762人
- 2007年5月28日：2万2632人
- 2015年7月1日：3万3300人[7]